# سنترویل (داکوتای جنوبی)
سنترویل(به انگلیسی: Centerville) شهری در ایالت داکوتای جنوبی کشور ایالات متحده آمریکا است که جمعیت آن در سرشماری سال ۲۰۱۰ میلادی، ۸۸۲ نفر بوده‌است.